# Universidade de Seicheles
A Universidade de Seicheles é uma universidade pública localizada no país insular africano de Seicheles, mais especificamente nos distritos de Anse Royale e Mont Fleuri. Foi fundada em 17 de setembro de 2009 e é, hoje, uma das principais instituições de ensino do país insular, localizado na parte ocidental do Oceano Índico. A universidade desempenha um papel estratégico no desenvolvimento da ilha, por isso, normalmente, seu chanceler é o próprio presidente do país. 